# Artemita hieroglyphica
Artemita hieroglyphica är en tvåvingeart som först beskrevs av Christian Rudolph Wilhelm Wiedemann 1830.  Artemita hieroglyphica ingår i släktet Artemita och familjen vapenflugor. Inga underarter finns listade i Catalogue of Life.